# ماتياس ديلغادو
ماتياس إميليو دلغادو (بالإسبانية: Matías Delgado) (مواليد 15 ديسمبر 1982، روساريو) هو لاعب كرة قدم أرجنتيني ويلعب حاليا لصالح نادي بازل االسويسري .
بدأ مشواره الكروي مع نادي ريفر بلات الأرجنتيني، وفي عام 2000 انتقل لنادي تشاكاريتا جيونيورز وأحرز 5 اهداف، ثم انتقل لنادي بازل السويسري عام 2003 واحرز 41 هدف، وفي عام 2006 انتقل لنادي بشيكتاش التركي وأحرز 18 هدف، ثم بعد ذلك انقل لنادي الجزيرة الإماراتي عام 2010 واحرز معهم 21 هدف .ثم عاد مرة أخرى لنادي بازل السويسري.

## وصلات خارجية
- ماتياس ديلغادو على موقع اتحاد تركيا (لاعب) (الإنجليزية)
- ماتياس ديلغادو على موقع قاعدة بيانات كرة القدم.إي يو (الإنجليزية)
- ماتياس ديلغادو على موقع ليكيب (الفرنسية)
- ماتياس ديلغادو على موقع Soccerway.com (الإنجليزية)
- ماتياس ديلغادو على موقع عالم كرة القدم.نت (الإنجليزية)
- ماتياس ديلغادو على موقع AS.com (الإسبانية)

- الموقع الرسمي لماتياس دلغادو
- احصائيات على جارديان ستاتز سينتر